# Ugny-sur-Meuse
Ugny-sur-Meuse – miejscowość i gmina we Francji, w regionie Grand Est, w departamencie Moza.
Według danych na rok 1990 gminę zamieszkiwało 119 osób, a gęstość zaludnienia wynosiła 28 osób/km² (wśród 2335 gmin Lotaryngii Ugny-sur-Meuse plasuje się na 926. miejscu pod względem liczby ludności, natomiast pod względem powierzchni na miejscu 1076.).